# Cupania sordida
Cupania sordida là một loài thực vật có hoa trong họ Bồ hòn. Loài này được Standl. & L.O.Williams mô tả khoa học đầu tiên năm 1952.